# Malu Mader
Maria de Lourdes da Silveira Mäder (n. 12 septembrie 1966) este o actriță braziliană.
Născut la Rio de Janeiro în 12 septembrie 1966, Fiica unui colonel al armatei braziliene, Rubens Tramujas Mäder și asistent social, Ângela Maria da Silveira. Malu Mader este un descendent al libanezilor și portughezilor.
La vârsta de 15 ani a fost luată de cumnata ei Maísa, care începuse să-și întâlnească fratele mai mare, să privească căpitanii nisipului și a decis să acționeze. În 1982, ea sa înscris în cursul actorilor din Teatrul Tablado, în regia lui Maria Clara Machado și a avut ca profesor Carlos Wilson (Damião), directorul Căpitanilor de nisip și profesor, actrița Louise Cardoso.
Ea sa căsătorit din 1990 cu muzicianul, prezentatorul și scriitorul Tony Bellotto, care face parte din ansamblul rock Titãs. Actrita Betty Gofman a fost cea care a mediat formarea cuplului. Din unire s-au născut doi copii, João Mäder Bellotto, născut la 14 mai 1995, în ziua mamei, și Antonio Mäder Bellotto, născut la 1 septembrie 1997.